# Finger Eleven (álbum)
Finger Eleven es el cuarto álbum de la banda Finger Eleven. Debido a su éxito comercial, fueron recibidos a la SnoCore gira de 2004. "One Thing" se convirtió en el mayor sencillo de este disco, llegando a 16 en el Billboard Hot 100. Algunas de las canciones han aparecido en varios juegos de EA como "Stay in Shadow" (Burnout 3) y "Good Times" (SSX3). En una línea similar, "Other Light", "Conversations", y "Good Times" todos han aparecido en el videojuego 1080° Avalanche de Nintendo GameCube.

## Lista de canciones
Todas las letras escritas por Scott Anderson, toda la música compuesta por Finger Eleven, except where noted. 
| N.º | Título                         | Música                      | Duración |  |
| 1.  | «Other Light»                  |                             | 2:51     |  |
| 2.  | «Complicated Questions»        |                             | 3:16     |  |
| 3.  | «Stay in Shadow»               | Scott Anderson, James Black | 3:15     |  |
| 4.  | «Good Times»                   |                             | 3:55     |  |
| 5.  | «Absent Elements»              |                             | 4:00     |  |
| 6.  | «Thousand Mile Wish»           |                             | 4:59     |  |
| 7.  | «Conversations»                |                             | 3:34     |  |
| 8.  | «The Last Scene Of Struggling» |                             | 3:15     |  |
| 9.  | «Panic Attack»                 |                             | 3:32     |  |
| 10. | «Therapy»                      |                             | 4:49     |  |
| 11. | «One Thing»                    | Anderson, Black             | 4:39     |  |
| 12. | «Obvious Heart»                |                             | 4:20     |  |

Lados-B
1. "Unspoken" – 3:37
2. "Wake Up Demons" – 2:16
3. "Murder My Mind's Eye" – 4:18
4. "Tearing Disguises" – 6:17

## Personal
- De Scott Anderson - voz
- Sean Anderson - guitarra baja
- Rick Jackett - guitarra
- Rich Beddoe - tambores
- James Black - guitarra
- Johnny K - Productor